# Осовка (Черняховский район)
Осовка (укр. Осівка) — село на Украине, основано в 1646 году, находится в Черняховском районе Житомирской области.
Код КОАТУУ — 1825687003. Население по переписи 2001 года составляет 62 человека. Почтовый индекс — 12312. Телефонный код — 4134. Занимает площадь 0,691 км².

## Адрес местного совета
12310, Житомирская область, Черняховский р-н, с.Салы, пл.Центральная, 3